# Šerm na Letních olympijských hrách 1928
Šerm na Letních olympijských hrách 1928.

## Medailisté

### Muži
| Kategorie            | Zlato | Stříbro | Bronz |
| -------------------- | --- | --- | --- |
| Fleret - jednotlivci | Lucien Gaudin · Francie (FRA) | Erwin Casmir · Německo (GER)                                                                                         | Giulio Gaudini · Itálie (ITA)                                                                                                 |
| Kord - jednotlivci   | Lucien Gaudin · Francie (FRA) | Georges Buchard · Francie (FRA)                                                                                      | George Calnan · Spojené státy americké (USA)                                                                                  |
| Šavle - jednotlivci  | Ödön Tersztyánszky · Maďarsko (HUN)                                                                                                 | Attila Petschauer · Maďarsko (HUN)                                                                                   | Bino Bini · Itálie (ITA) |
| Fleret - družstvo    | Itálie (ITA) · Ugo Pignotti · Giulio Gaudini · Giorgio Pessina · Gioacchino Guaragna · Oreste Puliti · Giorgio Chiavacci            | Francie (FRA) · Philippe Cattiau · Roger Ducret · André Labattut · Lucien Gaudin · Raymond Flacher · André Gaboriaud | Argentina (ARG) · Roberto Larraz · Raul Anganuzzi · Luis Lucchetti · Hector Lucchetti · Carmelo Camet                         |
| Kord - družstvo      | Itálie (ITA) · Giulio Basletta · Marcello Bertinetti · Giancarlo Cornaggia-Medici · Carlo Agostoni · Renzo Minoli · Franco Riccardi | Francie (FRA) · Géo Buchard · Gaston Amson · Émile Cornic · Bernard Schmetz · René Barbier                           | Portugalsko (POR) · Paulo Leal · Mário de Noronha · Jorge de Paiva · Frederico Paredes · João Sassetti · Henrique da Silveira |
| Šavle - družstvo     | Maďarsko (HUN) · Ödön Tersztyánszky · János Garay · Attila Petschauer · József Rády · Sándor Gombos · Gyula Glykais                 | Itálie (ITA) · Bino Bini · Oreste Puliti · Giulio Sarrocchi · Renato Anselmi · Emilio Salafia · Gustavo Marzi        | Polsko (POL) · Adam Papée · Tadeusz Friedrich · Kazimierz Laskowski · Władysław Segda · Aleksander Małecki · Jerzy Zabielski  |

### Ženy
| Kategorie            | Zlato                           | Stříbro                               | Bronz                        |
| -------------------- | ------------------------------- | ------------------------------------- | ---------------------------- |
| Fleret - jednotlivci | Helene Mayerová · Německo (GER) | Muriel Freeman · Velká Británie (GBR) | Olga Oelkers · Německo (GER) |

### Přehled medailí
| Pořadí | Země                         | Zlato | Stříbro | Bronz | Celkově |
| ------ | ---------------------------- | ----- | ------- | ----- | ------- |
| 1.     | Francie (FRA)                | 2     | 3       | 0     | 5       |
| 2.     | Itálie (ITA)                 | 2     | 1       | 2     | 5       |
| 3.     | Maďarsko (HUN)               | 2     | 1       | 0     | 3       |
| 4.     | Německo (GER)                | 1     | 1       | 1     | 3       |
| 5.     | Velká Británie (GBR)         | 0     | 1       | 0     | 1       |
| 6.     | Argentina (ARG)              | 0     | 0       | 1     | 1       |
| 6.     | Polsko (POL)                 | 0     | 0       | 1     | 1       |
| 6.     | Portugalsko (POR)            | 0     | 0       | 1     | 1       |
| 6.     | Spojené státy americké (USA) | 0     | 0       | 1     | 1       |